# Le Peintre dans son atelier (Matisse)
Pour les articles homonymes, voir Le Peintre dans son atelier.
Le Peintre dans son atelier est un tableau réalisé par l'artiste français Henri Matisse fin 1916-début 1917 à Paris. Cette huile sur toile représente un peintre assis sur une chaise devant son chevalet alors qu'il exécute le portrait d'une femme à côté d'une fenêtre ouverte donnant sur le quai Saint-Michel. L'œuvre en cours de réalisation est Laurette sur fond noir, robe verte, où Matisse a figuré son modèle en gandoura verte. Aussi la toile est-elle un autoportrait en plus d'être une scène d'atelier. Achetée en 1945, elle est conservée au musée national d'Art moderne, à Paris.

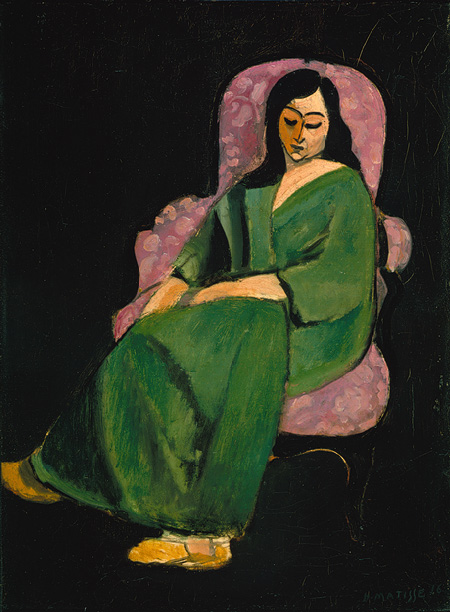
Laurette sur fond noir, robe verte